# Soslán

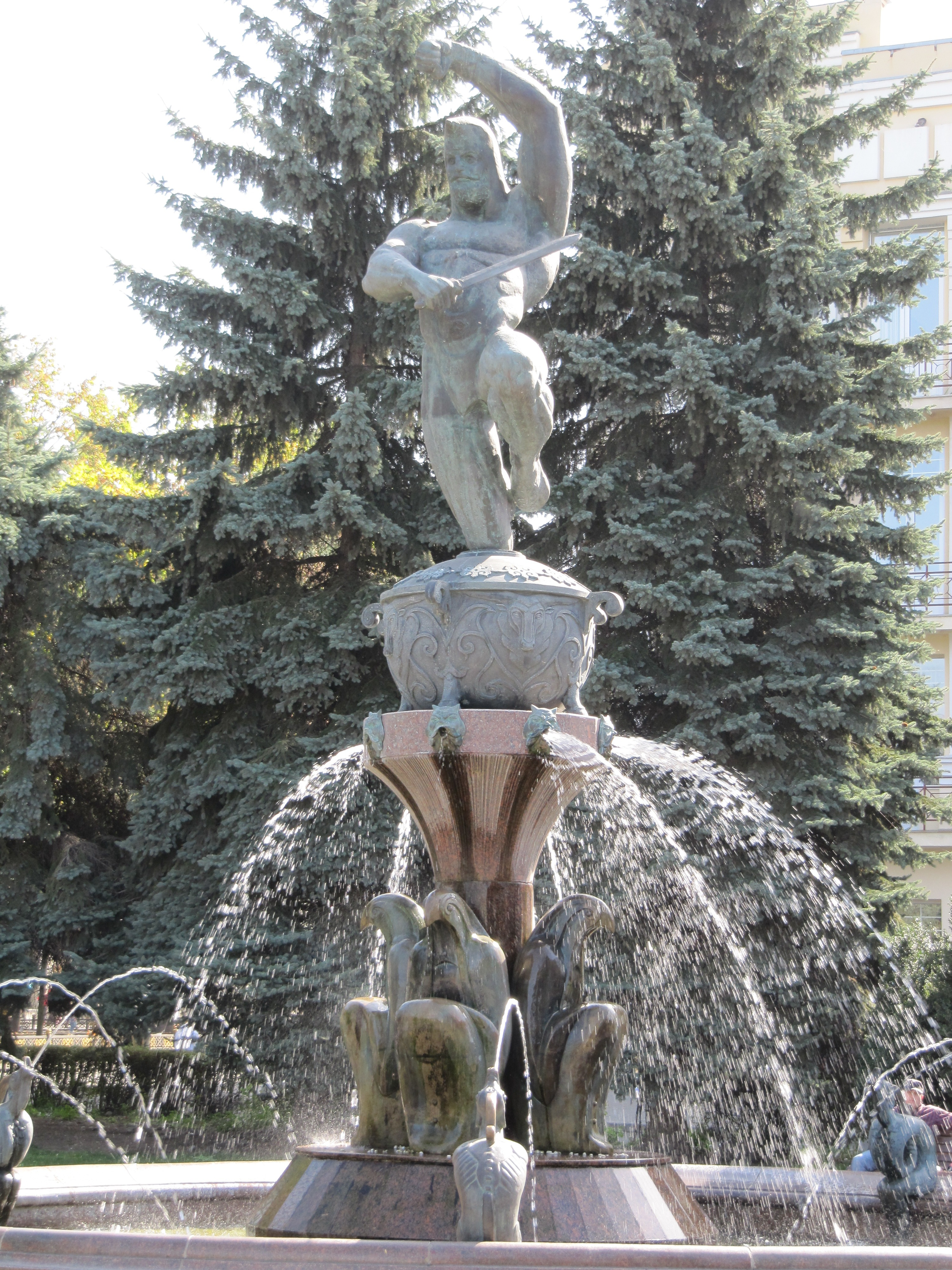
Estatua de Soslán danzarín en Vladikavkaz.

Sosruko, Sosriqwa o Soslán (en cirílico osetio: Сослан, cabardiano: Сосрыкъуэ, karachái-bálkaro: Сосурукъ/Сосуркъа) es un gigante que aparece en la mitología caucásica dentro de la Saga de los Nart que lo representa como embaucador y tramposo. Hay correspondencias de él con otros personajes de otras mitologías como Aquiles.
Según cuenta la leyenda, su padre era un pastor que admirado por la belleza de Satanaya, dejó su simiente en una piedra. Satanaya al saberlo buscó la piedra nueve meses después para criarlo.
Considerado a veces Trickster, era hermoso e invulnerable hasta rodillas o caderas según las variantes legendarias, pues al bañarse en el líquido exudado de su piel invulnerable el barreño era pequeño y sus rodillas no pudieron mojarse. Siendo este su punto débil, murió cuando lo atacaron por las rodillas o la cadera con una rueda de puntas de acero.